# Mesochorus unicinctor
Mesochorus unicinctor är en stekelart som först beskrevs av Carl Peter Thunberg 1824.  Mesochorus unicinctor ingår i släktet Mesochorus, och familjen brokparasitsteklar. Arten är reproducerande i Sverige.